# Pang
Pang, noto anche come Pomping World (ポンピング・ワールド?, Ponpingu Wārudo) in Giappone e Buster Bros. nel Nord America, è un videogioco arcade sviluppato dalla Mitchell Corporation e pubblicato nel 1989 da Capcom come coin-op da sala giochi.
Si basa sull'evitare palle rimbalzanti e colpirle sparando arpioni; i colpi le sdoppiano in palle sempre più piccole.
Successive versioni per home computer furono prodotte dalla Ocean Software nel 1990 per lo ZX Spectrum 128k, il Commodore 64, l'Amstrad CPC (in particolare su cartuccia per Amstrad GX4000), il Commodore Amiga e l'Atari ST. In seguito uscì anche, edito da Hudson Soft, per le console Game Boy e PC Engine con espansione CD-ROM.
Videogioco di grande successo, diede inizio a una longeva serie e a innumerevoli imitazioni, e resta uno dei classici più ricordati.
La meccanica di gioco è molto simile a quella del meno noto Cannon Ball della Hudson Soft, uscito nel 1983 per MSX, Sharp MZ, Sharp X1 e ZX Spectrum, per quest'ultimo riedito anche come Bubble Buster, che si può definire un suo precursore.

## Modalità di gioco
Uno o due giocatori in cooperazione simultanea devono cercare di distruggere palle colorate che rimbalzano perennemente in un ambiente bidimensionale chiuso con vista di profilo. L'arma base è l'arpione semplice. Quando vengono colpiti, i palloni si dividono ogni volta in due palloni di dimensione più piccola; i palloni di dimensione minima scompaiono invece del tutto quando sono colpiti. Le palle possono essere colpite di punta o di striscio dalla corda dell'arpione. Quando una palla colpisce il protagonista si perde una vita; il giocatore dovrà inoltre cercare di non far scadere il tempo a disposizione, pena anche in questo caso la perdita di una vita. Perdendo una vita bisognerà riprendere il livello dall'inizio.
L'arpione semplice una volta lanciato sparisce quando tocca il primo appiglio verticale: in quel frangente non si possono sparare altri arpioni. Uno dei metodi classici di "scoppiare" le bolle è di lanciare un arpione e poi scansarsi leggermente di lato, protetti dalla corda dell'arpione stesso.
Oltre all'arma base il gioco offre altri tipi di attacco come power-up: il doppio arpione (che consente di lanciare due arpioni per volta), l'arpione che rimane aggrappato al soffitto (per un periodo che varia a seconda della lunghezza, dura di più se è più lungo), la mitragliatrice (che consente colpi a ripetizione molto veloci, ma a differenza dell'arpione non si estende in basso e si possono scoppiare le bolle solo andandoci sotto).
Nel gioco sono disponibili diversi altri power-up e bonus: ad esempio ci sono un orologio per fermare i palloni temporaneamente (si è anche invulnerabili), la clessidra che rallenta la velocità dei palloni e dà un bonus di tempo per completare lo schema, la protezione (avvolge il protagonista in una rete che scompare quando viene colpito da un pallone), la dinamite che fa esplodere tutti i palloni trasformandoli ai minimi termini, la vita extra che è un oggetto a forma di girandola. Si possono acquisire altre vite anche al raggiungimento di determinati punteggi e talvolta rompendo tutti i blocchi "frantumabili" di uno schema. Aumentano il punteggio i frutti e i dolci, presenti in ogni schema. In molti livelli appaiono anche diversi animaletti, che non possono uccidere il protagonista, il quale però diventa impossibilitato a usare l'arpione o la mitragliatrice per qualche secondo se viene toccato da loro (a parte i granchi, che anzi si rendono utili spaccando i palloni, anche se in questo modo non si guadagnano punti). I frutti e gli animaletti mancano in alcune versioni del gioco. Gli animaletti possono essere eliminati con qualunque arma: per i paguri è sufficiente un solo colpo, mentre per i granchi e i vari uccelli ne servono due.
L'altezza di rimbalzo dei palloni è fissa a seconda della grandezza delle bolle stesse, ma sui blocchi il rimbalzo dipende da che altezza cade la bolla, quindi può essere anche alto o rasoterra: particolarmente pericolosi sono i palloni rasoterra in alcuni schemi, che non si possono eliminare se non si ha un arpione. Il protagonista non può saltare né salire sullo scalino più basso, ma deve usare sempre le scalette; può invece precipitare liberamente nello schema.

### Livelli
Ci sono 50 livelli divisi in 17 aree geografiche, ciascuna delle quali corrisponde a luoghi famosi del mondo, a partire dal monte Fuji fino all'Isola di Pasqua. Ogni area ha un proprio sfondo che rappresenta la località geografica. Nel primo schema di ogni area i colori sono quelli di un giorno assolato, nel secondo di un tramonto, nel terzo sono colori notturni. L'Isola di Pasqua presenta solo due schemi, essendo priva di quello col tramonto.
Ogni livello contiene una diversa configurazione iniziale di palloni e di blocchi. Questi ultimi sono ostacoli sospesi fissi, contro cui i palloni possono rimbalzare. Alcuni tipi di blocchi possono essere distrutti dai colpi di arpione. Vi sono anche blocchi invisibili, che una volta spaccati danno dei bonus. Possono esserci piattaforme sulle quali il personaggio può salire con scale verticali.
A Leningrado e nell'Antartide è presente il ghiaccio, che fa scivolare il protagonista.

## Colonna sonora
Tutte le musiche della versione arcade sono state composte da Tamayo Kawamoto.

## Accoglienza
Il gioco arcade è stato un successo sia in Giappone che al lancio in Nordamerica. A Hong Kong è stato uno dei titoli con il maggior incasso nel gennaio 1990.
I giudizi della critica sono stati di solito molto buoni in tutte le versioni del gioco.
La versione arcade ha ricevuto una recensione positiva dalla rivista Sinclair User, che gli ha conferito un punteggio di 8 su 10.
La versione per ZX Spectrum ha ricevuto il 94% di gradimento nel numero di febbraio 1991 di Your Sinclair ed è arrivata 74ª nella "Top 100 ufficiale di Your Sinclair". Amiga Power lo elencò come l'undicesimo miglior gioco per Amiga nella loro lista iniziale dei primi 100 pubblicata su Amiga Format nell'aprile 1991 come anteprima della testata.

## Serie

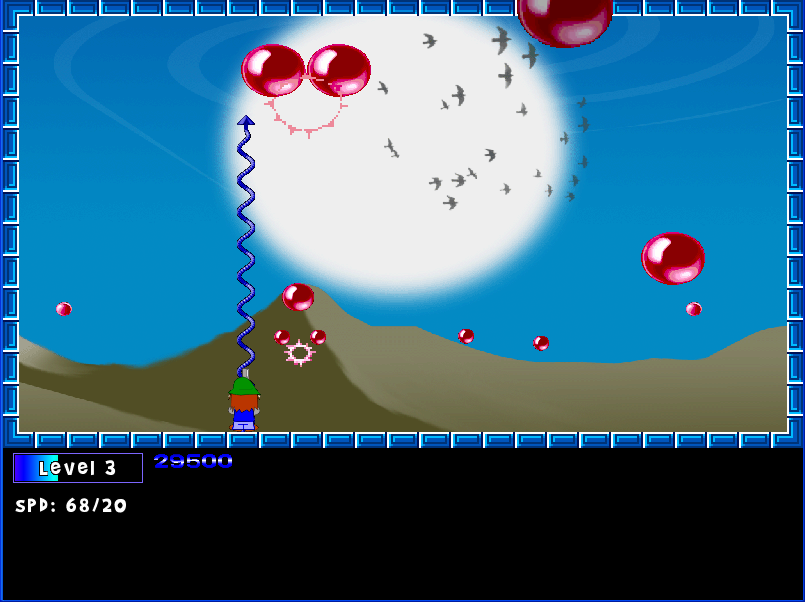
Pang Zero, un clone di Super Pang

Pang ha avuto diversi seguiti ufficiali anche a distanza di molti anni:
- Super Pang (1990, arcade e SNES) - introdusse tra l'altro la modalità Panic Mode, poi rimasta una presenza stabile, in cui nuove palle compaiono continuamente senza interruzioni di livello
- Pang! 3 (1995, arcade) - caratterizzato da una scelta di vari personaggi giocanti con diverse abilità
- Mighty! Pang[17] (2000, arcade) - il meno conosciuto della serie; sebbene ben realizzato, uscì quando le sale giochi erano ormai in declino[18]
- Magical Michael Pang (2010, Nintendo DS) - con un mago come nuovo protagonista
- Pang Adventures (2015, varie) - diverge maggiormente dalle meccaniche della saga classica, tendendo più al rompicapo

Pang è presente, insieme ad alcuni suoi seguiti, anche nelle raccolte Super Pang Collection (1997) per PlayStation e Capcom Puzzle World (2007) per PSP. 

## Eredità
Pang ha ispirato un gran numero di cloni e varianti non ufficiali, noti come imitazioni di Pang nonostante il capostipite del genere sia in realtà Cannon Ball.
Ne è stata realizzata anche una versione open source chiamata Pang Zero.